# Karel Eduard van Charante
Karel Eduard van Charante (Utrecht, 2 november 1894 - Utrecht, 1 augustus 1985) was een Nederlands fascist.
Van beroep was Van Charante accountant. Hij was lid van de Algemeene Nederlandsche Fascisten Bond (ANFB), waar hij onder meer actief was in de reorganisatiecommissie 1932-1933. Nadat hij de ANFB had verlaten, richtte hij in februari 1933 de Nederlandsche Fascisten Unie op. Hij was daar lijsttrekker bij de Kamerverkiezingen in 1933. Na de Tweede Wereldoorlog werd hij veroordeeld tot de doodstraf wegens het doorspelen van inlichtingen aan het Duitse leger. Later werd dit vonnis omgezet in twintig jaar gevangenisstraf.
Hij was een kleinzoon van de dichter Nicolaas Antonie van Charante.
 Portaal: Fascisme en nationaalsocialisme in Nederland · Fascisme · Nationaalsocialisme